# Piophila casei
Piophila casei, deutsch auch als Schinkenfliege bezeichnet, ist eine Fliege aus der Familie der Käsefliegen (Piophilidae), die weltweit verbreitet ist. Wie auch die anderen Arten dieser Familie sind die Larven dieser Art teilweise gegenüber Magensäure resistent, können über Nahrung in den menschlichen Verdauungstrakt gelangen und dort eine Myiasis verursachen. Dennoch wird Casu marzu, ein Schafskäse aus Sardinien, dadurch verfeinert, dass die Larven sich in ihm entwickeln.

## Merkmale
Die Tiere werden drei bis vier Millimeter lang. Kopf, Mesonotum, Schildchen (Scutellum) und Hinterleib sind schwarz, das Gesicht, die Stirn im vorderen Drittel und die Beine sind gelb gefärbt. Die Schienen (Tibien) und Schenkel (Femora) des vorderen und hinteren Beinpaars sind jedoch überwiegend schwarz. Das Mesonotum trägt drei weit auseinander liegende Reihen kleiner Borsten und glänzt ölig. 
Die Larven haben einen weißen bis gelblich weißen, 9 bis 10 Millimeter langen und etwa einen Millimeter dicken, zylindrischen, nach vorn und nach hinten verjüngten Körper. Der dickste Bereich liegt zwischen dem siebten und achten Körpersegment. Die chitinisierten Mundwerkzeuge sind schwarz.

## Lebensweise
Die Weibchen legen ihre zylindrisch-ovalen Eier an konserviertem Fisch, Schinken und Käse ab, von dem sich die Larven ernähren. Nach ein bis zwei Tagen schlüpfen die Larven. Bis zur Verpuppung benötigen sie ungefähr zwei Wochen, die Puppenruhe beträgt etwa 12 Tage. Die Verpuppung erfolgt abseits von den Lebensmitteln. Die Imagines leben ungefähr 4 bis 10 Tage, am dritten oder vierten Tag findet die Paarung statt. Die Larven können durch schnelles Einbiegen und Wiederausstrecken des Körpers 10 bis 15 Zentimeter weit und hoch hüpfen.